# Morti il 15 novembre
| Questa pagina contiene informazioni ricavate automaticamente dalle voci biografiche con l'ausilio del template Bio e di un bot. L'aggiornamento è periodico e automatico e ricostruisce completamente la pagina. Se manca una persona in questa lista, sei pregato di non aggiungerla, ma accertati piuttosto che la sua voce biografica contenga il template Bio e che i dati anagrafici siano correttamente compilati. Se il template Bio manca, inseriscilo tu stesso o, in alternativa, metti l'avviso {{tmp\|Bio}} che ne segnala la mancanza. Se i dati riportati sono sbagliati, correggi direttamente la voce biografica; le modifiche saranno visibili in questa lista entro pochi giorni. Per chiarimenti vedi il progetto biografie. La lista contiene solo le 552 persone che sono citate nell'enciclopedia e per le quali è stato implementato correttamente il template Bio. Pagina aggiornata al 17 ago 2025. |

## I secolo(1)
- 95 - Felice di Nola, santo e vescovo romano

## VII secolo(5)
- 612 - Maclovio, vescovo e santo franco
- 655 - Æthelhere dell'Anglia orientale, sovrano anglosassone
- 655 - Penda di Mercia, sovrano anglosassone
- 665 - Desiderio di Cahors, vescovo e santo franco (n. 580)
- 669 - Tommaso II di Costantinopoli, arcivescovo bizantino

## XI secolo(2)
- 1028 - Costantino VIII, imperatore bizantino (n. 960)
- 1037 - Oddone II di Blois, conte

## XII secolo(4)
- 1136 - Leopoldo III di Babenberg, nobile e santo austriaco
- 1184 - Beatrice di Borgogna, imperatrice (n. 1145)
- 1184 - William de Beaumont, III conte di Warwick, nobile (n. 1140)
- 1194 - Margherita I di Fiandra, contessa (n. 1145)

## XIII secolo(2)
- 1226 - Federico II di Altena, nobile tedesco (n. 1193)
- 1280 - Alberto Magno, vescovo cattolico, scrittore e filosofo tedesco

## XIV secolo(4)
- 1347 - Giacomo I di Urgell, nobile (n. 1321)
- 1351 - Giovanna di Pfirt, duchessa (n. 1300)
- 1379 - Ottone V di Baviera, duca tedesco (n. 1346)
- 1385 - Francesco Castagnola, cardinale italiano

## XV secolo(4)
- 1410 - Giovanna di Baviera-Straubing, nobile tedesca
- 1439 - Jacopo Caldora, nobile e condottiero italiano (n. 1369)
- 1451 - Giovanni I Pico, condottiero e nobile italiano
- 1463 - Giovanni Antonio Orsini del Balzo, nobile e condottiero italiano (n. 1401)

## XVI secolo(9)
- 1527 - Caterina di York, nobile britannica (n. 1479)
- 1539 - Richard Whiting, abate inglese
- 1544 - Lucia Broccadelli da Narni, mistica italiana (n. 1476)
- 1547 - Martinho de Portugal, arcivescovo cattolico, diplomatico e nobile portoghese (n. 1485)
- 1549 - Pallavicino Visconti, vescovo cattolico e condottiero italiano (n. 1498)
- 1557 - Ferrante I Gonzaga, nobile e condottiero italiano (n. 1507)
- 1560 - Domingo de Soto, presbitero, filosofo e teologo spagnolo (n. 1494)
- 1579 - Ferenc Dávid, rumeno
- 1591 - Giovanni Francesco Fara, vescovo, storico e umanista italiano (n. 1543)

## XVII secolo(22)
- 1602 - Vittorio Zonca, inventore italiano (n. 1568)
- 1611 - Fulvia Conti, nobile italiana
- 1614 - Caterina di Guimarães, principessa portoghese (n. 1540)
- 1615 - Anne Turner, assassina inglese (n. 1576)
- 1628 - Roque González de Santa Cruz, missionario e gesuita paraguaiano (n. 1576)
- 1628 - Alfonso Rodríguez-Olmedo, missionario e gesuita spagnolo (n. 1599)
- 1629 - Gabriele Bethlen, nobile e generale ungherese (n. 1580)
- 1630 - Giovanni Keplero, astronomo, astrologo e matematico tedesco (n. 1571)
- 1633 - Johann Lussi, politico e condottiero svizzero
- 1634 - Johann Staden, organista e compositore tedesco (n. 1581)
- 1643 - Tachibana Muneshige, militare giapponese (n. 1567)
- 1648 - Lorenzo de' Medici, italiano (n. 1599)
- 1648 - Conrad Zellweger, politico svizzero
- 1654 - Lucrezia Dondi dall'Orologio Obizzi, nobile italiana (n. 1610)
- 1655 - Martín de León Cárdenas, arcivescovo cattolico spagnolo (n. 1584)
- 1658 - Jacob van Reefsen, pastore protestante olandese (n. 1586)
- 1668 - Camilla Virginia Savelli Farnese, religiosa italiana (n. 1602)
- 1670 - Comenio, teologo, pedagogista e filosofo ceco (n. 1592)
- 1671 - Julie d'Angennes, nobile francese (n. 1607)
- 1672 - Franciscus Sylvius, naturalista e medico olandese (n. 1614)
- 1687 - Giovanni Alfonso Petrucci, vescovo cattolico italiano (n. 1650)
- 1691 - Aelbert Cuyp, pittore olandese (n. 1620)

## XVIII secolo(31)
- 1705 - Dorotea Carlotta di Brandeburgo-Ansbach, nobile tedesco (n. 1661)
- 1706 - Tsangyang Gyatso, monaco buddhista tibetano (n. 1683)
- 1712 - James Hamilton, IV duca di Hamilton, nobile, politico e generale scozzese (n. 1658)
- 1718 - Maurizio Guglielmo di Sassonia-Zeitz, nobile tedesco (n. 1664)
- 1726 - Giacomo del Pò, pittore e incisore italiano (n. 1654)
- 1728 - Élie Benoît, storico e teologo francese (n. 1640)
- 1732 - Gerolamo Frigimelica, architetto, librettista e poeta italiano (n. 1653)
- 1739 - Thomas Wentworth, I conte di Strafford, diplomatico britannico (n. 1672)
- 1742 - Fabio di Colloredo, arcivescovo cattolico italiano (n. 1672)
- 1752 - Nicolò Foscarini, politico e ambasciatore italiano (n. 1671)
- 1759 - Giacomo Castelli, letterato, avvocato e filologo italiano (n. 1688)
- 1761 - Louis de la Corne, militare francese (n. 1703)
- 1761 - Massimo II Hakim, vescovo cattolico e patriarca cattolico siriano (n. 1689)
- 1761 - Giovanni Poleni, matematico, fisico e ingegnere italiano (n. 1683)
- 1767 - Giuseppe Maria Feroni, cardinale e arcivescovo cattolico italiano (n. 1693)
- 1772 - Johann Christian Senckenberg, naturalista e medico tedesco (n. 1707)
- 1773 - Pietro Girolamo Guglielmi, cardinale italiano (n. 1694)
- 1776 - Fernando de Silva y Alvarez de Toledo, XII duca d'Alba, generale e diplomatico spagnolo (n. 1714)
- 1781 - Túpac Catari, rivoluzionario (n. 1750)
- 1785 - Innocenzo Conti, cardinale e arcivescovo cattolico italiano (n. 1731)
- 1787 - Christoph Willibald Gluck, compositore tedesco (n. 1714)
- 1787 - Maria Crocifissa Costantini, religiosa italiana (n. 1713)
- 1787 - George Ramsay, VIII conte di Dalhousie, nobile e politico inglese (n. 1730)
- 1793 - Gaspard de Brunet, generale francese (n. 1734)
- 1793 - Charles-Joseph Mathon de la Cour, matematico francese (n. 1738)
- 1794 - Maria Francesca del Palatinato-Sulzbach, contessa (n. 1724)
- 1794 - Païsij Velyčkovs'kyj, monaco cristiano ucraino (n. 1722)
- 1794 - John Witherspoon, politico scozzese (n. 1723)
- 1795 - Charles-Amédée-Philippe van Loo, pittore francese (n. 1719)
- 1797 - Joseph Milner, presbitero britannico (n. 1744)
- 1798 - Angelo Amorevoli, tenore italiano (n. 1716)

## XIX secolo(59)
- 1801 - Sigmund Freudenberger, pittore svizzero (n. 1745)
- 1801 - Maria Clementina d'Asburgo-Lorena, nobile (n. 1777)
- 1808 - Alemdar Mustafa Pascià, militare e politico ottomano (n. 1765)
- 1811 - Giuseppe Pignatelli, presbitero e gesuita spagnolo (n. 1737)
- 1815 - Stephen Heard, militare statunitense (n. 1740)
- 1823 - Luigi Caruso, compositore italiano (n. 1754)
- 1826 - Karoline Friederike von Haeseler, nobildonna tedesca (n. 1760)
- 1827 - Odoardo Fischetti, pittore italiano (n. 1770)
- 1828 - Amalia di Zweibrücken-Birkenfeld, regina (n. 1752)
- 1829 - Giovanni Marchetti, arcivescovo cattolico italiano (n. 1753)
- 1831 - Krikor Amira Balyan, architetto ottomano (n. 1764)
- 1832 - Jean-Baptiste Say, economista francese (n. 1767)
- 1836 - Lorenzo de Zavala, politico messicano (n. 1788)
- 1839 - Giocondo Albertolli, architetto, decoratore e docente svizzero (n. 1742)
- 1843 - Eldred Pottinger, militare inglese (n. 1811)
- 1848 - Aloys von Kaunitz-Rietberg, diplomatico e principe austriaco (n. 1774)
- 1848 - Pellegrino Rossi, giurista, politico e diplomatico italiano (n. 1787)
- 1848 - Francesco de Vico, gesuita e astronomo italiano (n. 1805)
- 1850 - Alexandre-Évariste Fragonard, pittore e scultore francese (n. 1780)
- 1850 - Charles Joseph Hullmandel, litografo britannico (n. 1789)
- 1853 - Maria II del Portogallo, regina portoghese (n. 1819)
- 1857 - Elena Gnoli, poetessa italiana (n. 1834)
- 1857 - Guilherme Henriques de Carvalho, cardinale e patriarca cattolico portoghese (n. 1793)
- 1857 - Anton Tomaschek, austriaco (n. 1806)
- 1861 - Giacinto Battaglia, drammaturgo italiano (n. 1803)
- 1863 - Federico VII di Danimarca, re danese (n. 1808)
- 1865 - Jindřich Fügner, patriota ceco (n. 1822)
- 1866 - Garabet Amira Balyan, architetto ottomano (n. 1800)
- 1866 - Francesco De Lazara, nobile e politico italiano (n. 1805)
- 1868 - James Mayer de Rothschild, banchiere francese (n. 1792)
- 1872 - Gaspare Domenico Regis, militare, politico e patriota italiano (n. 1792)
- 1874 - Giuseppe Balsamo Crivelli, naturalista, zoologo e geologo italiano (n. 1800)
- 1874 - Antonio Baur, compositore e direttore di banda italiano (n. 1830)
- 1875 - Jean-Baptiste Baudoin, presbitero e missionario francese (n. 1831)
- 1876 - Panfilo da Magliano, religioso italiano (n. 1824)
- 1878 - Nikolaj Vladimirovič Chanykov, scrittore, orientalista e etnografo russo (n. 1819)
- 1878 - Anton Dominik von Fernkorn, scultore austriaco (n. 1813)
- 1879 - Wilhem Friedrich Riese, scrittore e drammaturgo tedesco (n. 1807)
- 1880 - Xavier Aubryet, giornalista e scrittore francese (n. 1827)
- 1883 - John Lawrence LeConte, entomologo statunitense (n. 1825)
- 1885 - Friedrich August Eckstein, filologo classico tedesco (n. 1810)
- 1885 - Joseph Mukasa, funzionario e santo ugandese (n. 1860)
- 1885 - Benedetto Musolino, patriota e politico italiano (n. 1809)
- 1886 - Christopher Edmund Broome, micologo inglese (n. 1812)
- 1887 - Hermann Dahlen von Orlaburg, militare e politico austriaco (n. 1828)
- 1888 - Hermann von Rosenberg, naturalista, cartografo e ornitologo tedesco (n. 1817)
- 1888 - Massimiliano Giuseppe in Baviera, nobile tedesco (n. 1808)
- 1891 - Victor-Félix Bernadou, cardinale e arcivescovo cattolico francese (n. 1816)
- 1891 - Amely Bölte, scrittrice tedesca (n. 1811)
- 1892 - Thomas Neill Cream, serial killer britannico (n. 1850)
- 1892 - Pierre Louis Charles de Failly, generale francese (n. 1810)
- 1892 - Giovanni Battista Paolucci, arcivescovo cattolico italiano (n. 1833)
- 1892 - Diniz Dias, ufficiale brasiliano (n. 1825)
- 1892 - Miguel de los Santos Álvarez, diplomatico spagnolo (n. 1817)
- 1894 - Charles Maljournal, operaio e militare francese (n. 1841)
- 1896 - Ferdinand Dümmler, filologo classico e archeologo tedesco (n. 1859)
- 1897 - Jakub Gieysztor, politico lituano (n. 1827)
- 1897 - Ezio de Vecchi, politico e militare italiano (n. 1824)
- 1898 - George Dennis, diplomatico, esploratore e etruscologo britannico (n. 1814)

## XX secolo(268)
- 1901 - Emilio Pallavicini, generale e politico italiano (n. 1823)
- 1901 - Egisto Sarri, pittore italiano (n. 1837)
- 1902 - Guido Visconti di Modrone, nobile, politico e imprenditore italiano (n. 1838)
- 1903 - Ján Nepomuk Bobula, imprenditore, editore e attivista slovacco (n. 1844)
- 1903 - Joseph d'Ursel, nobile, politico e senatore belga (n. 1848)
- 1904 - Antonio Agostinelli, pallonista italiano (n. 1844)
- 1904 - Thomas Baring, I conte di Northbrook, politico inglese (n. 1826)
- 1904 - Hélène de Chappotin de Neuville, religiosa francese (n. 1839)
- 1904 - Luigi Michiel, politico italiano (n. 1814)
- 1905 - Georges Charpentier, editore e collezionista d'arte francese (n. 1846)
- 1905 - Giovanni Battista Gandino, latinista italiano (n. 1827)
- 1905 - Antonio Moscheni, gesuita, missionario e pittore italiano (n. 1854)
- 1905 - Ivan Michajlovič Sečenov, fisiologo russo (n. 1829)
- 1905 - Max Spohr, editore tedesco (n. 1850)
- 1907 - Evelyn Ashley, politico inglese (n. 1836)
- 1907 - Ivan Fëdorovič Lichačëv, ammiraglio russo (n. 1826)
- 1907 - Raffaele di San Giuseppe, presbitero polacco (n. 1835)
- 1907 - Həsən bəy Zərdabi, giornalista azero (n. 1837)
- 1908 - Cixi, imperatrice cinese (n. 1835)
- 1908 - Katti Lanner, ballerina e coreografa austriaca (n. 1829)
- 1909 - Canio Musacchio, sindacalista e politico italiano (n. 1866)
- 1910 - Giuseppe Bellandi, militare italiano (n. 1833)
- 1910 - Wilhelm Raabe, scrittore tedesco (n. 1831)
- 1913 - Fritz Dettelmaier, calciatore austriaco (n. 1884)
- 1913 - Antonin Fritsch, paleontologo, biologo e geologo ceco (n. 1832)
- 1913 - Charles Gilbert Heathcote, tennista britannico (n. 1841)
- 1913 - Camille Armand de Polignac, nobile e militare francese (n. 1832)
- 1915 - Félix de Blochausen, politico lussemburghese (n. 1834)
- 1915 - Josef Grafl, sollevatore austriaco (n. 1872)
- 1915 - Giovanni Battista Morandi, storico e storico dell'arte italiano (n. 1876)
- 1916 - Luis Muñoz Rivera, poeta, giornalista e politico portoricano (n. 1859)
- 1916 - Molly Elliot Seawell, scrittrice e storica statunitense (n. 1860)
- 1916 - Henryk Sienkiewicz, scrittore e giornalista polacco (n. 1846)
- 1916 - Heinrich von Tschirschky, diplomatico tedesco (n. 1858)
- 1917 - Hans Ritter von Adam, militare e aviatore tedesco (n. 1886)
- 1917 - Émile Durkheim, sociologo, filosofo e storico delle religioni francese (n. 1858)
- 1917 - John Watson Foster, politico, statistico e generale statunitense (n. 1836)
- 1917 - Hans Hoyer, militare e aviatore tedesco (n. 1890)
- 1917 - Gino Lisa, aviatore e ufficiale italiano (n. 1896)
- 1919 - Michail Dolivo-Dobrovol'skij, ingegnere e inventore russo (n. 1862)
- 1919 - Muhammad Farid, politico egiziano (n. 1868)
- 1919 - Alfred Werner, chimico svizzero (n. 1866)
- 1920 - Carl Lebrecht Udo Dammer, botanico e entomologo tedesco (n. 1860)
- 1920 - Harry Thickett, calciatore inglese (n. 1873)
- 1921 - James H. Johnson, pattinatore artistico su ghiaccio britannico (n. 1874)
- 1921 - Pietro Alfonso Jorio, arcivescovo cattolico italiano (n. 1841)
- 1922 - Dīmītrios Gounarīs, politico greco (n. 1866)
- 1922 - Georgios Hatzianestis, generale greco (n. 1863)
- 1922 - Petros Prōtopapadakīs, politico greco (n. 1860)
- 1922 - Gregorio Rigo, farmacista, botanico e patriota italiano (n. 1841)
- 1922 - Nikolaos Stratos, politico greco (n. 1872)
- 1923 - Mohammad Yaqub Khan, emiro afghano (n. 1849)
- 1924 - Alfred Davis, allenatore di calcio inglese (n. 1866)
- 1924 - Mansueto De Amicis, imprenditore e politico italiano (n. 1851)
- 1924 - Edwin Samuel Montagu, politico britannico (n. 1879)
- 1924 - Daisuke Namba, attivista giapponese (n. 1899)
- 1924 - Sacadura Cabral, aviatore e ufficiale portoghese (n. 1881)
- 1924 - Jakub Schikaneder, pittore ceco (n. 1855)
- 1925 - Rudolf Schlechter, botanico tedesco (n. 1872)
- 1926 - Franz Serafin Exner, fisico austriaco (n. 1849)
- 1927 - Francesco Saverio Monticelli, zoologo italiano (n. 1863)
- 1927 - Madoka Sasaki, ittiologo giapponese (n. 1883)
- 1928 - Thomas Chrowder Chamberlin, geologo statunitense (n. 1843)
- 1928 - Hubert Sattler, oculista austriaco (n. 1844)
- 1930 - Adriano De Cupis, magistrato e funzionario italiano (n. 1845)
- 1930 - Pierina Legnani, ballerina italiana (n. 1868)
- 1932 - Robert Somers Brookings, mercante e filantropo statunitense (n. 1850)
- 1935 - Anastasia del Montenegro, duchessa montenegrina (n. 1868)
- 1936 - Paul Fauchey, organista, pianista e compositore francese (n. 1858)
- 1937 - Eero Järnefelt, pittore e insegnante finlandese (n. 1863)
- 1938 - André Blondel, ingegnere e fisico francese (n. 1863)
- 1940 - Aldo Cagnoli, calciatore italiano (n. 1897)
- 1941 - Gaetano Montresor, anarchico italiano (n. 1901)
- 1942 - Sidney Fox, attrice statunitense (n. 1907)
- 1942 - Annemarie Schwarzenbach, scrittrice, fotografa e giornalista svizzera (n. 1908)
- 1942 - Erik Severin, giocatore di curling svedese (n. 1879)
- 1942 - Enrico XXXIII di Reuss-Köstritz, nobile tedesco (n. 1879)
- 1943 - Louisa Garrett Anderson, medico e chirurgo britannica (n. 1873)
- 1943 - Emilio Arlotti, politico italiano (n. 1883)
- 1943 - Filippo Ascenzi, ingegnere, militare e politico italiano (n. 1893)
- 1943 - Luigi Lanzuolo, militare italiano (n. 1890)
- 1943 - Girolamo Savonuzzi, ingegnere italiano (n. 1885)
- 1943 - Martin Weise, giornalista tedesco (n. 1903)
- 1944 - Carlo Bagnaresi, militare italiano (n. 1922)
- 1944 - Felice Cenacchio, partigiano italiano (n. 1926)
- 1944 - Edith Durham, viaggiatrice, scrittrice e etnografa britannica (n. 1863)
- 1944 - Nelle Richmond Eberhart, librettista, poetessa e insegnante statunitense (n. 1871)
- 1944 - Kurt Gerron, attore, regista e cantante tedesco (n. 1897)
- 1944 - Cayetano Santos Godino, serial killer argentino (n. 1896)
- 1944 - Pietro Amato Perretta, magistrato e partigiano italiano (n. 1885)
- 1944 - Giuseppe Vicentini, fisico e sismologo italiano (n. 1860)
- 1945 - Carlo Ardizzoni, avvocato, politico e editore italiano (n. 1884)
- 1945 - Frank Michler Chapman, ornitologo statunitense (n. 1864)
- 1946 - Alex Jackson, calciatore scozzese (n. 1905)
- 1948 - David Kneeland, maratoneta statunitense (n. 1881)
- 1949 - Nathuram Godse, criminale indiano (n. 1910)
- 1949 - John Neville Keynes, filosofo e economista inglese (n. 1852)
- 1950 - Vincent Matthews, calciatore inglese (n. 1886)
- 1950 - Fernand Ravoux, ginnasta francese (n. 1876)
- 1951 - Frank Weston Benson, pittore statunitense (n. 1862)
- 1952 - Vincent Scotto, compositore francese (n. 1874)
- 1953 - Wilhelm Stuckart, avvocato tedesco (n. 1902)
- 1953 - Jorge de Lima, scrittore, poeta e politico brasiliano (n. 1893)
- 1954 - Lionel Barrymore, attore e regista statunitense (n. 1878)
- 1954 - Richard Tritschler, ginnasta e multiplista statunitense (n. 1883)
- 1955 - Lloyd Bacon, regista, attore e sceneggiatore statunitense (n. 1889)
- 1955 - George Morrall, calciatore inglese (n. 1905)
- 1956 - Yvon Delbos, politico francese (n. 1885)
- 1957 - Kurt Pettersén, lottatore svedese (n. 1916)
- 1958 - Riccardo Ajmone Marsan, calciatore e imprenditore italiano (n. 1889)
- 1958 - Bernardino Nogara, banchiere e ingegnere italiano (n. 1870)
- 1958 - Tyrone Power, attore statunitense (n. 1914)
- 1958 - Augustin Renaudet, storico francese (n. 1880)
- 1959 - Hal Clarendon, attore statunitense (n. 1876)
- 1959 - Charles Thomson Rees Wilson, fisico britannico (n. 1869)
- 1960 - Nino Medioli, imprenditore italiano (n. 1899)
- 1961 - Elsie Ferguson, attrice statunitense (n. 1883)
- 1961 - Alexander Klein, architetto russo (n. 1879)
- 1961 - Gustaaf Nietvelt, compositore di scacchi belga (n. 1897)
- 1962 - Ralph Dawson, montatore, regista e sceneggiatore statunitense (n. 1897)
- 1962 - Irene Lentz, costumista e attrice statunitense (n. 1900)
- 1962 - Toscha Seidel, violinista statunitense (n. 1899)
- 1963 - Antonio Gasbarrini, medico italiano (n. 1882)
- 1963 - André Lalande, filosofo francese (n. 1867)
- 1963 - Fritz Reiner, direttore d'orchestra ungherese (n. 1888)
- 1963 - Federico Ricci, politico italiano (n. 1876)
- 1963 - Giuseppe Scategni, calciatore e allenatore di calcio italiano (n. 1911)
- 1963 - Vladimir Nikolaevič Skujbin, regista cinematografico sovietico (n. 1929)
- 1963 - Paul Sloane, sceneggiatore, regista e produttore cinematografico statunitense (n. 1893)
- 1963 - Armand de Bissacia, giocatore di polo francese (n. 1870)
- 1964 - Vittorio Meichsner de Meichsenau, politico italiano (n. 1881)
- 1964 - Ove Ødegaard, calciatore norvegese (n. 1931)
- 1964 - William Raeside, allenatore di calcio scozzese (n. 1892)
- 1964 - Montgomery Wilson, pattinatore artistico su ghiaccio canadese (n. 1909)
- 1965 - Luigi Froni, scultore italiano (n. 1901)
- 1965 - Natalie Kalmus, imprenditrice statunitense (n. 1882)
- 1965 - Wilbert Melville, regista e sceneggiatore statunitense (n. 1892)
- 1966 - Dīmitrios Tofalos, sollevatore greco (n. 1884)
- 1967 - Michael Adams, aviatore e astronauta statunitense (n. 1930)
- 1967 - Ernle Chatfield, ammiraglio britannico (n. 1873)
- 1967 - Alice Lake, attrice statunitense (n. 1895)
- 1968 - Charles Bacon, ostacolista, velocista e mezzofondista statunitense (n. 1885)
- 1968 - Francesco Chieffi, politico italiano (n. 1906)
- 1969 - Ignacio Aldecoa, scrittore spagnolo (n. 1925)
- 1969 - Roy D'Arcy, attore statunitense (n. 1894)
- 1969 - Sei Itō, scrittore, critico letterario e traduttore giapponese (n. 1905)
- 1969 - Boris Kroyt, violista e violinista ucraino (n. 1897)
- 1969 - Niels Larsen, tiratore a segno danese (n. 1889)
- 1969 - Ola Olstad, zoologo e esploratore norvegese (n. 1885)
- 1969 - Mladen Žujović, avvocato serbo (n. 1895)
- 1970 - Eduardo Víctor Haedo, politico uruguaiano (n. 1891)
- 1970 - Lew Tendler, pugile statunitense (n. 1898)
- 1970 - Konstantinos Tsaldaris, politico greco (n. 1884)
- 1970 - Karl Christian Weber, missionario e vescovo cattolico tedesco (n. 1886)
- 1971 - Rudol'f Abel', agente segreto sovietico (n. 1903)
- 1971 - Aldo Bardelli, giornalista e dirigente sportivo italiano (n. 1912)
- 1971 - Gustaaf Boesman, calciatore belga (n. 1899)
- 1972 - William Ross Ashby, psichiatra britannico (n. 1903)
- 1973 - Pompeo Borra, pittore italiano (n. 1898)
- 1973 - Michele Lanza, diplomatico italiano (n. 1906)
- 1973 - Sid Rogell, produttore cinematografico statunitense (n. 1900)
- 1973 - Honey Russell, cestista, allenatore di pallacanestro e giocatore di football americano statunitense (n. 1902)
- 1973 - Guglielmo Schiratti, politico italiano (n. 1901)
- 1974 - Aud Egede-Nissen, attrice, produttrice cinematografica e regista teatrale norvegese (n. 1893)
- 1974 - Marcel Lefrancq, fotografo belga (n. 1916)
- 1974 - James W. Morrison, attore statunitense (n. 1888)
- 1974 - Manlio Trucco, ceramista e pittore italiano (n. 1884)
- 1974 - Roberto Ugo di Borbone-Parma, nobile austriaco (n. 1909)
- 1975 - Robert Boutruche, medievista francese (n. 1904)
- 1975 - Enrico Merzoni, calciatore italiano (n. 1923)
- 1975 - John Moir, cestista statunitense (n. 1917)
- 1976 - Jean Gabin, attore francese (n. 1904)
- 1976 - Ivo Isetto, calciatore italiano (n. 1921)
- 1976 - Ercole Patti, scrittore, giornalista e sceneggiatore italiano (n. 1904)
- 1976 - Domenico Viotto, politico e antifascista italiano (n. 1887)
- 1977 - Georges Friedmann, sociologo francese (n. 1902)
- 1977 - Marcello Giustiniani, dirigente sportivo italiano (n. 1901)
- 1977 - Tore Holm, velista svedese (n. 1896)
- 1977 - William C. McGann, regista e direttore della fotografia statunitense (n. 1893)
- 1977 - Mario Pedrina, allenatore di calcio e calciatore italiano (n. 1881)
- 1977 - Giovanni Zambotto, calciatore italiano (n. 1896)
- 1977 - Maria Zanoli, attrice italiana (n. 1896)
- 1978 - Olga Giannini, politica italiana (n. 1896)
- 1978 - Margaret Mead, antropologa statunitense (n. 1901)
- 1979 - Umberto Morucchio, drammaturgo e scrittore italiano (n. 1893)
- 1979 - Hugo Vondřejc, pallanuotista cecoslovacco (n. 1910)
- 1980 - Joan Fleming, scrittrice britannica (n. 1908)
- 1980 - Erwin Hochsträsser, calciatore svizzero (n. 1911)
- 1980 - Harri Larva, mezzofondista finlandese (n. 1906)
- 1980 - Bill Lee, cantante statunitense (n. 1916)
- 1980 - Emilio Pujol, chitarrista e compositore spagnolo (n. 1886)
- 1980 - Giuseppe Rossoni, calciatore italiano (n. 1900)
- 1981 - Walter Heitler, fisico tedesco (n. 1904)
- 1981 - Enid Markey, attrice statunitense (n. 1894)
- 1981 - Elsa Thiemann, fotografa tedesca (n. 1910)
- 1982 - Vinoba Bhave, filosofo, attivista e scrittore indiano (n. 1895)
- 1982 - Achille Lauro, armatore, politico e editore italiano (n. 1887)
- 1982 - Flaviarosa Rossini, ispanista e traduttrice italiana
- 1982 - Jaromír Skála, calciatore e allenatore di calcio cecoslovacco (n. 1907)
- 1982 - Allen Woodring, velocista statunitense (n. 1898)
- 1983 - Giulio Cogni, scrittore, critico musicale e compositore italiano (n. 1908)
- 1983 - Nino Crisman, attore e produttore cinematografico italiano (n. 1911)
- 1983 - John Le Mesurier, attore britannico (n. 1912)
- 1984 - Mario Bonivento, calciatore e allenatore di calcio italiano (n. 1903)
- 1984 - Luigi Magnani, critico musicale, musicologo e scrittore italiano (n. 1906)
- 1985 - Meret Oppenheim, artista e designer svizzera (n. 1913)
- 1985 - Carlos Spadaro, calciatore argentino (n. 1902)
- 1986 - Louis François, lottatore francese (n. 1906)
- 1986 - Alexandre Tansman, compositore polacco (n. 1897)
- 1987 - Ernő Goldfinger, architetto e designer ungherese (n. 1902)
- 1987 - Kyösti Lehtonen, lottatore finlandese (n. 1931)
- 1987 - Saturno Valentino, militare e aviatore italiano (n. 1907)
- 1987 - Vasilij Nikolaevič Žuravlёv, regista cinematografico sovietico (n. 1904)
- 1988 - Giovanni Vittorio Amoretti, germanista italiano (n. 1892)
- 1988 - Geronimo I, arcivescovo ortodosso e monaco cristiano greco (n. 1905)
- 1988 - Mirko Kokotović, calciatore e allenatore di calcio jugoslavo (n. 1913)
- 1988 - Vincenzo Radicioni, vescovo cattolico italiano (n. 1906)
- 1988 - Mona Washbourne, attrice britannica (n. 1903)
- 1989 - Constance Binney, attrice statunitense (n. 1896)
- 1989 - Bartolomé Colombo, calciatore argentino (n. 1916)
- 1989 - Lipót Kállai, calciatore ungherese (n. 1912)
- 1990 - Ettore Giannini, regista, sceneggiatore e direttore del doppiaggio italiano (n. 1912)
- 1990 - Irina Pavlovna Paley, principessa russa (n. 1903)
- 1990 - Paolo Valenti, giornalista e conduttore televisivo italiano (n. 1922)
- 1991 - Sylvio Hoffmann, calciatore brasiliano (n. 1908)
- 1991 - Robert McCall, danzatore su ghiaccio canadese (n. 1958)
- 1991 - Jacques Morali, produttore discografico e compositore francese (n. 1947)
- 1991 - Stan Noszka, cestista e politico statunitense (n. 1920)
- 1991 - Giovanni Proni, vescovo cattolico italiano (n. 1912)
- 1992 - Serafino Campi, pittore, grafico e pubblicitario italiano (n. 1905)
- 1992 - Umberto Peschi, artista e scultore italiano (n. 1912)
- 1992 - Julien Saby, rugbista a 15, allenatore di rugby a 15 e dirigente sportivo francese (n. 1902)
- 1992 - Andrij Jakovyč Štoharenko, compositore e docente sovietico (n. 1902)
- 1993 - Luciano Liggio, mafioso italiano (n. 1925)
- 1993 - Cvijetin Mijatović, politico jugoslavo (n. 1913)
- 1993 - Viola Myers, velocista canadese (n. 1927)
- 1993 - Evelyn Venable, attrice statunitense (n. 1913)
- 1993 - Gladys Walton, attrice statunitense (n. 1903)
- 1994 - Leandro Locsin, architetto e artista filippino (n. 1928)
- 1994 - Giovanni Sisto, politico italiano (n. 1916)
- 1995 - Lorenzo Biasutti, politico italiano (n. 1901)
- 1995 - Franco Donatelli, fumettista e illustratore italiano (n. 1925)
- 1995 - Carl Alfred Meier, psichiatra e docente svizzero (n. 1905)
- 1995 - Troy Melton, attore e stuntman statunitense (n. 1921)
- 1996 - Alger Hiss, avvocato e diplomatico statunitense (n. 1904)
- 1997 - Claudio Bettini, storico dell'arte italiano (n. 1940)
- 1997 - Saul Chaplin, compositore statunitense (n. 1912)
- 1997 - Elizza La Porta, attrice rumena (n. 1902)
- 1997 - Vladimir Jakovlevič Vengerov, regista cinematografico sovietico (n. 1920)
- 1998 - Ludvík Daněk, discobolo cecoslovacco (n. 1937)
- 1998 - Stokely Carmichael, attivista trinidadiano (n. 1941)
- 1999 - Orazio Curti, museologo e ingegnere italiano (n. 1926)
- 1999 - Gilberto Forti, giornalista, scrittore e traduttore italiano (n. 1922)
- 1999 - Lucien Jasseron, calciatore e allenatore di calcio francese (n. 1913)
- 1999 - Harry Llewellyn, cavaliere britannico (n. 1911)
- 1999 - Giovanni Miserocchi, politico italiano (n. 1930)
- 1999 - Francesco Palpacelli, architetto italiano (n. 1925)
- 1999 - Giovanni Pintori, pittore e designer italiano (n. 1912)
- 1999 - Lelio Stragiotti, ingegnere italiano (n. 1916)
- 1999 - Norio Taniguchi, ingegnere giapponese (n. 1912)
- 2000 - Edoardo Agnelli, italiano (n. 1954)
- 2000 - Barry Francis Collins, vescovo cattolico australiano (n. 1938)
- 2000 - Willie Cunningham, calciatore scozzese (n. 1925)
- 2000 - Václav Horák, calciatore cecoslovacco (n. 1912)
- 2000 - Rinaldo Martino, calciatore argentino (n. 1921)
- 2000 - Piero Pasinati, calciatore e allenatore di calcio italiano (n. 1910)
- 2000 - David Proctor, calciatore inglese (n. 1951)
- 2000 - Jens Jørgen Thorsen, pittore, regista e musicista danese (n. 1932)

## XXI secolo(141)
- 2001 - Jean Calogero, pittore italiano (n. 1922)
- 2001 - Edwin Colbert, paleontologo statunitense (n. 1905)
- 2001 - Carlo Pianzola, calciatore e militare italiano (n. 1911)
- 2001 - Nicolas Ruwet, linguista, semiologo e musicologo belga (n. 1932)
- 2001 - Alberto Ullastres, politico e ambasciatore spagnolo (n. 1914)
- 2002 - Giovanni Maria Bertin, pedagogista e filosofo italiano (n. 1912)
- 2002 - André Clot, storico e scrittore francese (n. 1909)
- 2002 - Nils Landgren, bobbista svedese (n. 1923)
- 2002 - Mariangelo da Cerqueto, religioso e scrittore italiano (n. 1915)
- 2002 - Sohn Kee-chung, maratoneta sudcoreano (n. 1912)
- 2003 - Mohamed Choukri, scrittore marocchino (n. 1935)
- 2003 - Ray Lewis, velocista canadese (n. 1910)
- 2003 - Dorothy Loudon, attrice e cantante statunitense (n. 1925)
- 2004 - Elmer L. Andersen, politico statunitense (n. 1904)
- 2004 - Carlo Buzzi, politico italiano (n. 1922)
- 2004 - Ed Krynski, progettista statunitense (n. 1927)
- 2004 - Jürgen Schmidt, attore tedesco (n. 1938)
- 2005 - Felipe de Alba, attore e avvocato messicano (n. 1924)
- 2005 - Virgilio Andrioli, giurista italiano (n. 1909)
- 2005 - Hanne Haller, cantante, compositrice e produttrice discografica tedesca (n. 1950)
- 2005 - Agenore Incrocci, sceneggiatore italiano (n. 1919)
- 2005 - Preston Robert Tisch, imprenditore statunitense (n. 1926)
- 2006 - Jacques Freimuller, cestista francese (n. 1929)
- 2006 - Ken Ishikawa, fumettista, scrittore e sceneggiatore giapponese (n. 1948)
- 2006 - David K. Wyatt, storico, traduttore e scrittore statunitense (n. 1937)
- 2007 - Giuseppe Magnani, pittore italiano (n. 1913)
- 2007 - Nikolaj Solov'ëv, lottatore sovietico (n. 1931)
- 2008 - Fons Bastijns, calciatore belga (n. 1947)
- 2008 - Glen Brand, lottatore statunitense (n. 1923)
- 2008 - Mario De Sotgiu, politico italiano (n. 1935)
- 2008 - Grace Hartigan, pittrice statunitense (n. 1922)
- 2008 - Giulio Paggio, partigiano italiano (n. 1925)
- 2008 - Ivan Southall, scrittore australiano (n. 1921)
- 2009 - Derek B, rapper britannico (n. 1965)
- 2009 - Ray Charnley, calciatore inglese (n. 1935)
- 2009 - Dennis Cole, attore statunitense (n. 1940)
- 2009 - Antonio de Nigris, calciatore messicano (n. 1978)
- 2009 - Andrij Fedčuk, pugile ucraino (n. 1980)
- 2009 - Pierre Harmel, politico belga (n. 1911)
- 2009 - Alberto Methol Ferré, filosofo e teologo uruguaiano (n. 1929)
- 2009 - Pavle, monaco cristiano e arcivescovo ortodosso serbo (n. 1914)
- 2009 - Jocelyn Quivrin, attore francese (n. 1979)
- 2010 - Ángel Rubén Cabrera, calciatore uruguaiano (n. 1939)
- 2010 - Edmond Amran El Maleh, scrittore e attivista marocchino (n. 1917)
- 2010 - Larry Evans, scacchista e giornalista statunitense (n. 1932)
- 2010 - Andreas Kirchner, bobbista tedesco (n. 1953)
- 2010 - Rosario Pacini, giornalista e dirigente d'azienda italiano (n. 1943)
- 2010 - Imre Polyák, lottatore ungherese (n. 1932)
- 2010 - Roberto Pregadio, pianista e paroliere italiano (n. 1928)
- 2011 - Dulcie Gray, attrice, cantante e scrittrice britannica (n. 1915)
- 2011 - Ingrid Sandahl, ginnasta svedese (n. 1924)
- 2012 - Théophile Abega, calciatore camerunese (n. 1954)
- 2012 - Mohamed Omar Habeb Dhere, politico e generale somalo
- 2012 - Josef Kloimstein, canottiere austriaco (n. 1929)
- 2012 - Mauro Magni, giornalista e scrittore italiano (n. 1920)
- 2012 - José Song Sui-Wan, vescovo cattolico cinese (n. 1941)
- 2012 - William Turnbull, scultore e pittore scozzese (n. 1922)
- 2013 - Sheila Allen, attrice statunitense (n. 1929)
- 2013 - Paolo Budinich, fisico italiano (n. 1916)
- 2013 - Luciana Capodanno, giocatrice di bridge italiana (n. 1934)
- 2013 - Raimondo D'Inzeo, cavaliere italiano (n. 1925)
- 2013 - Walter Fornasa, psicologo e pedagogista italiano (n. 1951)
- 2013 - Glafkos Klerides, politico cipriota (n. 1919)
- 2013 - Mickey Knox, attore, dialoghista e traduttore statunitense (n. 1921)
- 2013 - Mike McCormack, giocatore di football americano e allenatore di football americano statunitense (n. 1930)
- 2014 - Lucien Clergue, fotografo francese (n. 1934)
- 2014 - Leslie Feinberg, politica, saggista e attivista statunitense (n. 1949)
- 2014 - Mary Glen Haig, schermitrice britannica (n. 1918)
- 2014 - This Jenny, politico e imprenditore svizzero (n. 1952)
- 2014 - Valéry Mezague, calciatore camerunese (n. 1983)
- 2015 - Guillaume Barreau-Decherf, giornalista, conduttore radiofonico e critico musicale francese (n. 1972)
- 2015 - Dora Doll, attrice francese (n. 1922)
- 2015 - Saeed Jaffrey, attore indiano (n. 1929)
- 2015 - Moira Orfei, circense, attrice e personaggio televisivo italiana (n. 1931)
- 2015 - Gisèle Prassinos, scrittrice francese (n. 1920)
- 2015 - Nicoletta Machiavelli, attrice italiana (n. 1944)
- 2015 - Herbert Scarf, economista statunitense (n. 1930)
- 2015 - Lauri Vaska, chimico estone (n. 1925)
- 2016 - Mose Allison, pianista e cantante statunitense (n. 1927)
- 2016 - Ray Brady, calciatore irlandese (n. 1937)
- 2016 - Robert McFaul Campbell, calciatore nordirlandese (n. 1956)
- 2016 - Sixto Durán Ballén, politico ecuadoriano (n. 1921)
- 2016 - Lisa Lynn Masters, attrice, scrittrice e modella statunitense (n. 1964)
- 2016 - Ada Pace, pilota automobilistica e pilota motociclistica italiana (n. 1924)
- 2016 - Paul Rosche, ingegnere, progettista e manager tedesco (n. 1934)
- 2016 - Giambattista Spampinato, drammaturgo italiano (n. 1929)
- 2017 - Luis Bacalov, pianista, compositore e direttore d'orchestra argentino (n. 1933)
- 2017 - Jill Barklem, scrittrice e illustratrice britannica (n. 1951)
- 2017 - Françoise Héritier, antropologa e etnologa francese (n. 1933)
- 2017 - Joy Lofthouse, aviatrice e insegnante britannica (n. 1923)
- 2017 - Giuseppe Laras, rabbino, teologo e storico italiano (n. 1935)
- 2017 - Hamad Ndikumana, calciatore ruandese (n. 1978)
- 2017 - Lil Peep, rapper e cantautore statunitense (n. 1996)
- 2018 - Roy Clark, cantante, musicista e showman statunitense (n. 1933)
- 2018 - Takayuki Fujikawa, calciatore giapponese (n. 1962)
- 2018 - Adolf Grünbaum, filosofo tedesco (n. 1923)
- 2018 - Edwin Marian, attore e regista tedesco (n. 1928)
- 2018 - Žores Medvedev, biologo, storico e agronomo russo (n. 1925)
- 2018 - Luigi Rossi di Montelera, politico e dirigente d'azienda italiano (n. 1946)
- 2018 - Abu Osama al-Masri, terrorista egiziano (n. 1973)
- 2019 - Giancarlo Capucci, calciatore e allenatore di calcio italiano (n. 1931)
- 2019 - Harrison Dillard, velocista e ostacolista statunitense (n. 1923)
- 2019 - Antonello Falqui, regista italiano (n. 1925)
- 2019 - Vojtěch Jasný, regista e sceneggiatore ceco (n. 1925)
- 2019 - Irv Noren, giocatore di baseball e cestista statunitense (n. 1924)
- 2019 - Ogawa Tomoko, goista giapponese (n. 1951)
- 2019 - Juliusz Paetz, arcivescovo cattolico polacco (n. 1935)
- 2019 - Minčo Pašov, sollevatore bulgaro (n. 1961)
- 2019 - Jorge Vergara, imprenditore, dirigente sportivo e produttore cinematografico messicano (n. 1955)
- 2020 - Mahjoubi Aherdane, politico, poeta e pittore berbero (n. 1922)
- 2020 - Carlos Amadeu, allenatore di calcio brasiliano (n. 1965)
- 2020 - Soumitra Chatterjee, attore indiano (n. 1935)
- 2020 - Ray Clemence, calciatore e allenatore di calcio inglese (n. 1948)
- 2020 - Rudolf Kippenhahn, astrofisico e scrittore tedesco (n. 1926)
- 2020 - Giovanni Travaglini, politico e ingegnere italiano (n. 1924)
- 2020 - Ivan Vandor, compositore e etnomusicologo italiano (n. 1932)
- 2020 - Raúl Eduardo Vela Chiriboga, cardinale e arcivescovo cattolico ecuadoriano (n. 1934)
- 2020 - Felice Virno, pallanuotista e chirurgo italiano (n. 1930)
- 2020 - Arnold de Vos, poeta olandese (n. 1937)
- 2021 - Giovanni Colonnelli, calciatore italiano (n. 1951)
- 2021 - Michael Corballis, psicologo e neuroscienziato neozelandese (n. 1936)
- 2021 - Clarissa Eden, britannica (n. 1920)
- 2021 - Rena Garazioti, mezzosoprano greco (n. 1932)
- 2021 - Marianella Laszlo, attrice italiana (n. 1942)
- 2022 - Biancamaria Tedeschini Lalli, anglista italiana (n. 1928)
- 2022 - Johan Hamel, arbitro di calcio francese (n. 1980)
- 2022 - Gustavo Moncayo, insegnante colombiano (n. 1952)
- 2022 - Jimmy O'Rourke, calciatore e allenatore di calcio scozzese (n. 1946)
- 2023 - Italo Briccola, politico italiano (n. 1932)
- 2023 - George Chigova, calciatore zimbabwese (n. 1991)
- 2023 - Anna Felder, scrittrice e insegnante svizzera (n. 1937)
- 2023 - Hans Herbjørnsrud, scrittore norvegese (n. 1938)
- 2023 - Daisaku Ikeda, filosofo, scrittore e educatore giapponese (n. 1928)
- 2024 - Trygve Bornø, calciatore e dirigente sportivo norvegese (n. 1942)
- 2024 - Celeste Caeiro, operaia portoghese (n. 1933)
- 2024 - Béla Károlyi, allenatore di ginnastica artistica rumeno (n. 1942)
- 2024 - Ahmed Mohamed Mahamoud Silanyo, politico somalo (n. 1936)
- 2024 - István Nemere, scrittore e esperantista ungherese (n. 1944)
- 2024 - Aleksandr Pankratov, regista sovietico (n. 1946)
- 2024 - Frank Schäffer, calciatore tedesco (n. 1952)
- 2024 - Yuriko, principessa Mikasa, principessa giapponese (n. 1923)